# Satyricon (музичка група)
Сатирикон је норвешки блек метал бенд. Основан је у Ослу 1991. године. Приписује им се значај у ширењу граница блек метала.

## Тренутна постава
- Сатир (Сигурд Вонгравен) — вокали, гитара, бас, клавијатуре (1991—);
- Фрост (Хјетил-Видар Харалдстад) — бубњеви (1992—).

## Бивши чланови
- Квелдулв (Тед Шелум, познат и као Ноктурно Култо (Дарктрон)) — гитара (1996);
- Лемарханд (Ховард Јергенсен) — гитара (1990—1992);
- Самот (Томас Турмудсетер Хауген) — бас, гитара (1993—1996);
- Воргад (Вегард Блумберг) — бас (1990—1993);
- Ексуртум (Карл-Микаел Ејде) — бубњеви (1990—1992);
- Џои Џордисон — бубњеви (замењивао Фроста током Сатириконове турнеје по САД).

## Дискографија
Албуми:
- (1994)
- (1994)
- (1996)
- (1999)
- (2002)
- (2006)
- (2008)
- (2013)
- (2017)
- (2022)

И-Пи:
- (1997)
- (1999)
- (2008)

Синглови:
- (2006)
- (2006)
- (2008)

Компилацијски албуми:
- (1995)
- (1998, 3 LPs)
- (2002)

Демо-издања:
- (1992)
- (1993)